# 玉蜓桥
39°52′11″N 116°24′55″E / 39.869784°N 116.415162°E

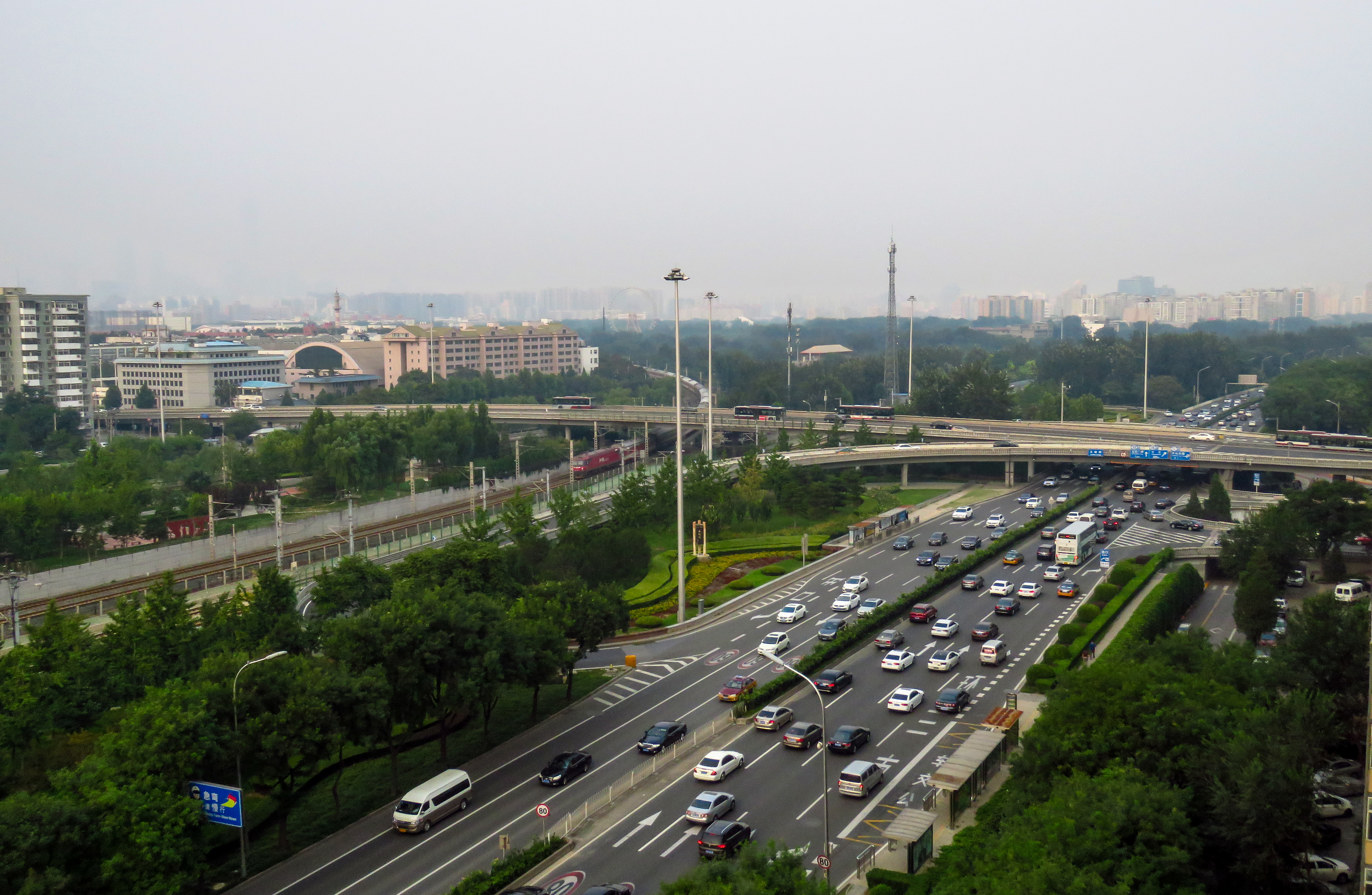
玉蜓桥由二环路、天坛东路的立交桥、京津城际铁路和京沪铁路跨河桥组成

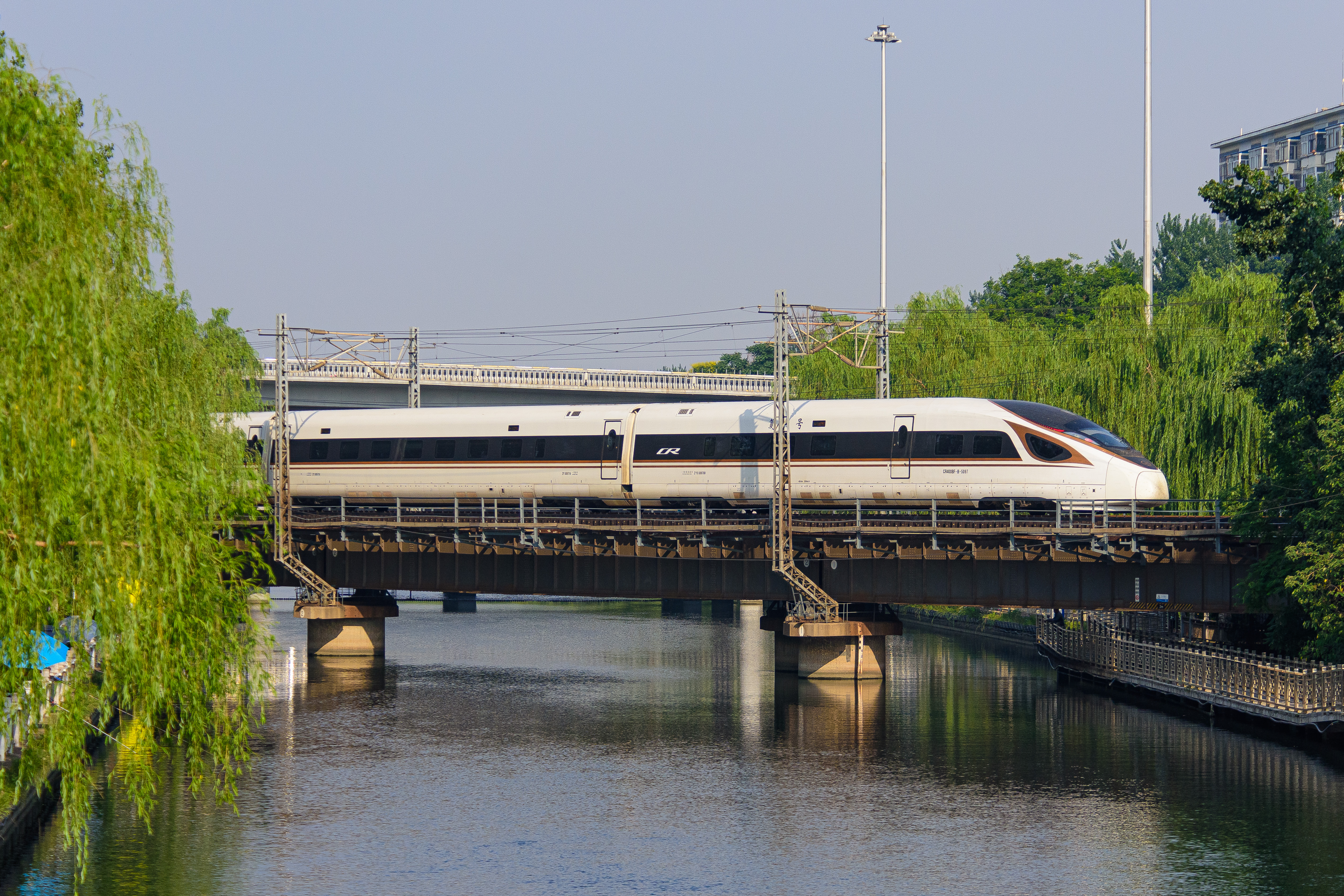
玉蜓桥京沪铁路跨南护城河部分

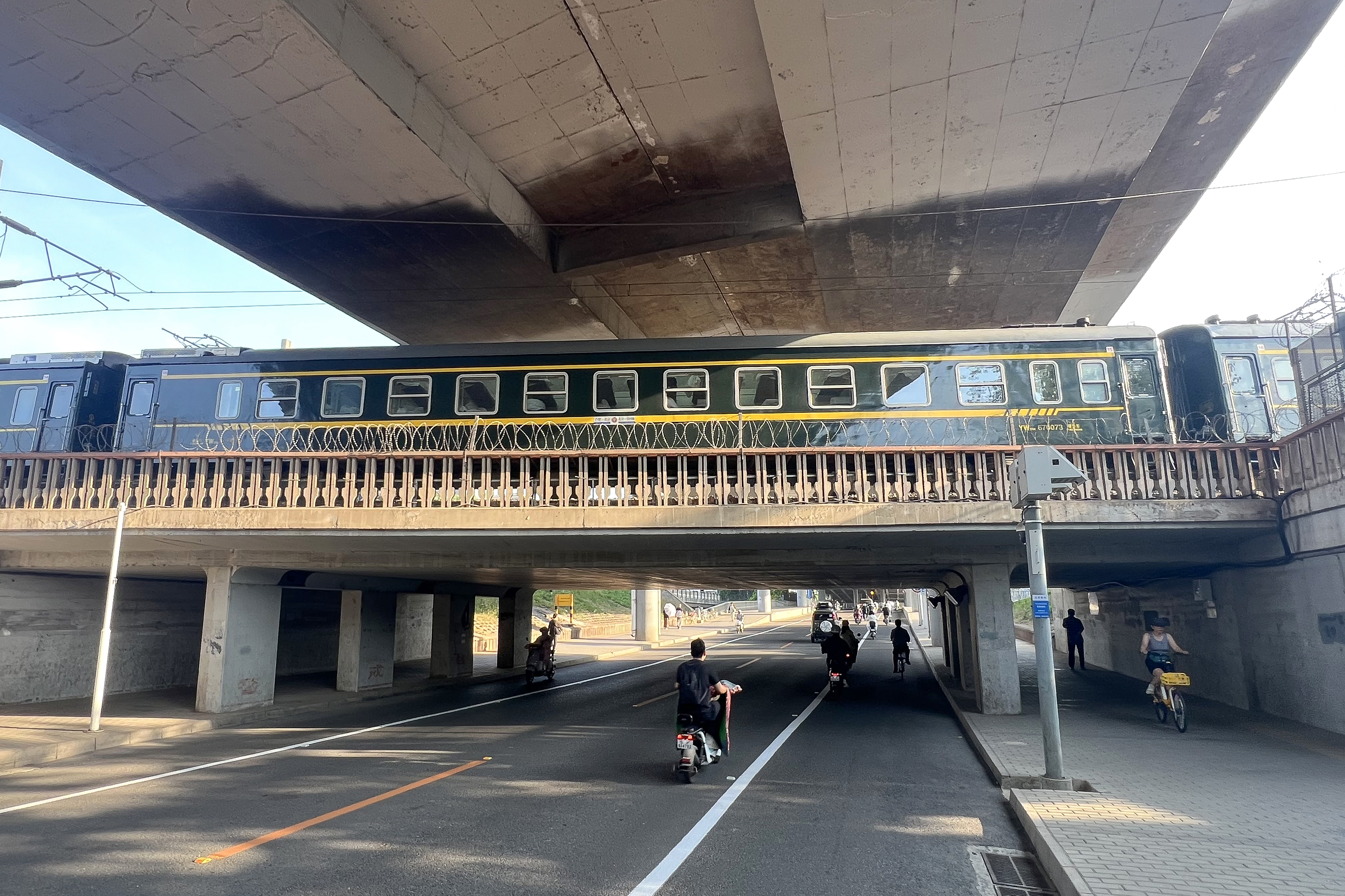
京沪铁路在玉蜓桥上跨天坛东路辅路，下穿天坛东路主路

玉蜓桥是北京南二环路與天坛东路交叉處的一座立交桥。
該橋主橋共跨越了二环路、京沪铁路和京津城际铁路、南护城河以及北滨河路。整座橋包括了主橋兩座，南北兩側的引桥4座，匝道桥6座，通道桥9座、跨河桥两座和铁路地道桥3座，桥梁面積共約25000平方公尺。該橋於1987年9月开工，建设阶段称蒲黄榆桥，后因平面形似蜻蜓而定名为玉蜓桥:354，1988年12月完成並通車:363。

## 意外
2014年4月20日，一不明身份人员从玉蜓桥二环路东向西通往刘家窑桥入口处约50米匝道上跳入一侧的京津城际铁路并死亡，留下面积约10平方米的血迹覆盖着铁轨以及轨道板。该意外造成部分京津城际铁路列车晚点约3小时，事后工作人员在该匝道北面靠近京津城际铁路侧安装铁蒺藜。